# Hurricane Tennis Open
L'Hurricane Tennis Open è stato un torneo professionistico di tennis giocato su campi in terra verde. Faceva parte dell'ATP Challenger Series. L'unica edizione si è disputata a Bradenton negli Stati Uniti.

## Albo d'oro

### Singolare
| Anno | Campione     | Finalista       | Punteggio        |
| ---- | ------------ | --------------- | ---------------- |
| 2008 | Jesse Levine | Robert Kendrick | 6–3, 5–7, 7–6(3) |

### Doppio
| Anno | Campioni                 | Finalisti                 | Punteggio        |
| ---- | ------------------------ | ------------------------- | ---------------- |
| 2008 | Carsten Ball Lester Cook | Ryler de Heart Todd Widom | 4–6, 6–3, [10–6] |